# طاقت بیاور
طاقت بیاور (لهستانی: Zachowaj spokój) یک مینی‌سریال لهستانی است که در سال ۲۰۲۲ منتشر شد. این سریال بر پایهٔ رمانی به همین نام اثر هارلن کوبن ساخته شد.

## گزیدهٔ بازیگران
- ماگدالنا بوچارسکا
- لشک لیخوتا
- یاتسک پونیه‌جاویک
- بارتوئومیئی توپا
- گژگوش دامینتسکی
- آگنیشکا گروخوفسکا
- باربارا کوژای
- میروسواف زبرویویچ
- یوستینا واشیلفسکا
- یولیا ویشینسکا
- مونیکا کفیاتکوفسکا
- سیلویا بورونی
- اریک کولم
- میخاو وُدارچیک